# Alaotra-tó
Az Alaotra-tó Madagaszkár legnagyobb tava.

## Elhelyezkedése
A tó 50 méterrel fekszik a tengerszint felett, nagyjából 300 kilométerre Madagaszkár keleti tengerpartjától, a Toamasina-régióban.
Formája egy bumeránghoz hasonló. Egy óriási kiterjedésű nedves rétes terület közepén terül el, amely kiválóan alkalmas rizstermesztésre. A tó körüli mezőgazdasági célú erdőirtás – mely következtében az esők hatására nagy mennyiségű iszapos föld zúdul a tóba – és az intenzív rizstermesztés nagyon kártékony hatással van a tó méretére és élővilágára.
A tavat az Ambato-folyó táplálja és ugyanez a folyó viszi el a felesleges vizet a tóból a 381 kilométere levő Indiai-óceánba.

## Élővilága
A tó élővilága egészen sajátos, több endemikus faj a szigeten csak a tóban és azt körülvevő nedves réteken és nádasokban él.
A tó madárvilága közül kiemelendő a madagaszkári cigányréce (Aythya innotata), melynek állománya az intenzív rizstermesztés miatti nádégetések és a vadászat miatt az utóbbi időkben kritikusan megritkult.
A madagaszkári vöcsök (Tachybaptus pelzelnii) állományai is nagyon megfogyott, közeli rokona az Alaotra-vöcsök pedig napjainkra valószínűleg ki is halt.
A tavat körül vevő nádasok endemikus emlősei közül az alaotra-tavi bambuszmaki (Hapalemur alaotrensis) csak itt fordul elő az egész világon, hasonlóképpen a csak 2010-ben leírt Durrell-mongúz (Salanoia durrelli) is csak itt fordul elő.

## Fordítás
- Ez a szócikk részben vagy egészben  a   Lac Alaotra című német Wikipédia-szócikk fordításán alapul.  Az eredeti cikk szerkesztőit annak laptörténete sorolja fel. Ez a jelzés csupán a megfogalmazás eredetét és a szerzői jogokat jelzi, nem szolgál a cikkben szereplő információk forrásmegjelöléseként.

## Külső hivatkozások
- Lake Alaotra a BirdLife International honlapján